# Кхапунг, Паршурам
Паршурам Кхапунг Лимбу (непальск. परशुराम खापुङ लिम्बु) — непальский политический и государственный деятель, депутат Палаты представителей (1986—1991), губернатор Коши (с 2021).

## Биография
Родился на территории сельского муниципалитета Менчхаяем, район Терхатхум, Непал.
В ранние годы своей политической карьеры был членом «Народно-социалистической партии Непала». В 1986 году он был избран депутатом Палаты представителей от 1-го избирательного округа Терхатхума, пробыв на посту весь пятилетний срок.
11 ноября 2021 года президент Бидхья Деви Бхандари назначила его губернатором провинции Коши по рекомендации Правительства и Совета министров Непала.